# Miquel Calçada
Miquel Calçada (Sabadell, 13 agosto 1965) è un giornalista e un imprenditore di media spagnolo.

## Biografia
A 15 anni iniziò partecipando ad un show in una radio locale (Ràdio Terrassa). All'età di 18 anni, divenne la voce che annunciava il ritorno della Radio pubblica catalana (Catalunya Ràdio) dopo la Guerra civile spagnola. È produttore di contenuto e conduttore televisivo.
Sul canale TV3, il suo Mikimoto Club, in onda ogni giorno, era un talk show. Quando il programma passò in prima serata e trasmesso in diretta, divenne il primo talk show della tv spagnola. Persones humanes fu conosciuto per la sua ironia, a volte assurda ma sempre incisiva, su diverse problematiche. Un'intera generazione ricorda i suoi discorsi così come le leggendarie apparizioni dello scrittore Quim Monzó.
Lasciò la tv per sette anni per concentrarsi sulle due nuove stazioni radio, Flaix Fm e Ràdio Flaixbac, divenute tra le tre radio più ascoltate nel panorama delle stazioni radio. Riassumendo la sua carriera televisiva nel 2003 ha raggiunto indici di ascolto molto alti e riconoscimenti durante le cinque stagioni con Afers exteriors un progetto di tv sociale che gli ha permesso di viaggiare per 60 paesi inserendo la vita di emigranti catalani nel pubblico. Come produttore indipendente ottenne dal governo catalano il permesso di produrre una serie di 70 capitoli riguardanti le problematiche ambientali: El capità Enciam. Dopo aver smesso di fumare nel 2005, fu così colpito dal metodo usato che creò le due parti del programma speciale El mètode Larson. 
Dedito alle problematiche pubbliche e alla storia, è stato iscritto come libero opinionista in giornali come La Vanguardia e Avui. È un membro fondatore del Club Riva de Catalunya della Società Storica de Riva.

## Programmi
Alla Catalunya Ràdio ha fatto questi programmi con molto successo:
- Catalunya DX
- En pijama el cap de setmana
- Mikimoto Club
- Pasta gansa

In televisione ha ideato e conduce diversi programmi:
- Oh, Bongònia, TV3 (1987)
- Mikimoto Club, TV3 (1989-1990)
- Mikimoto Clip, La 2 (1991-1992)
- Persones humanes, TV3 (1993-1996)
- Solvència contrastada, TV3 (1996)
- El mètode Larson, TV3 (2005)
- Prohibit als tímids, TV3 (2006)
- Afers exteriors, TV3 (2003-2009)